# May the 12th Be with you
May the 12th Be With You (titulada Que el día de la madre te acompañe en España y Que la fuerza materna te acompañe en Hispanoamérica) es un cortometraje de animación estadounidense producido por Gracie Films y 20th Television Animation para Disney+. Es el séptimo cortometraje de la serie Los Simpson y el quinto corto promocional producido para la plataforma de Disney+.

## Argumento
Marge Simpson da un paseo junto a varios personajes de Disney en el Día de la Madre.

## Reparto
- Dan Castellaneta como Homer Simpson
- Julie Kavner como Marge Simpson
- Chris Edgerly como Goofy, Chewbacca e Ígor
- Tress MacNeille como la madre de Bambi, Reina Malvada y Sra. Potts
- Carolyn Omine como Nani Pelekai
- Maggie Roswell como Mary Poppins
- Maurice LaMarche como Darth Vader
- Seth MacFarlane como Stewie Griffin